# Ca l'Ardenui
Ca l'Ardenui és una obra del municipi de Sallent (Bages) inclosa en l'Inventari del Patrimoni Arquitectònic de Catalunya. L'edifici fa cantonada amb el carrer Nou (abans de Cardona) que ja estava urbanitzat al segle xv, mentre que el del Cós, on mira la façana, ho fou el XVI. Però l'edifici fou construït el 1720 segons les inscripcions que figuren en les llindes de dos balcons.
Edifici representatiu d'una família comerciant, que aglutina dos patis antics. Està compost de baixos, amb dues botigues separades, i dos pisos. La façana a la planta baixa ha sofert variacions, en canvi els dos pisos superiors conserven exteriorment la seva fesomia original amb balcons emmarcats amb carreus de pedra picada.